# Ratpenat cuallarg de Niangara
El ratpenat cuallarg de Niangara (Mops niangarae) és una espècie de ratpenat de la família dels molòssids que es troba a la República Democràtica del Congo.
El seu hàbitat natural és la sabana.